# US Poker Open 2021

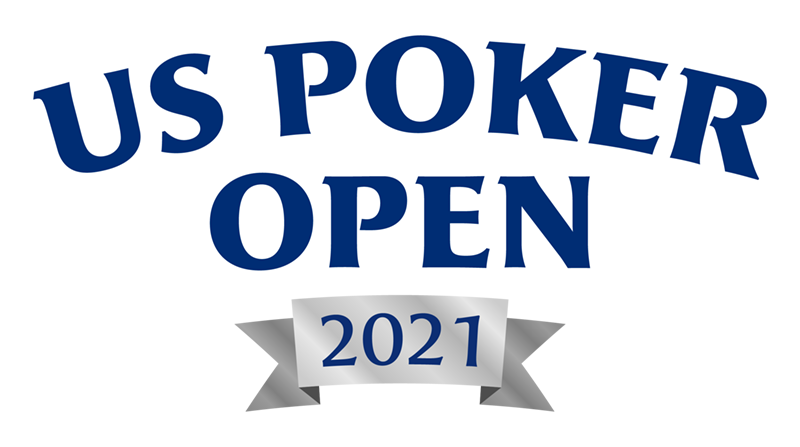
Logo der US Poker Open

Die US Poker Open 2021 waren die dritte Austragung dieser Pokerturnierserie und wurden von Poker Central veranstaltet. Die zwölf High-Roller-Turniere mit Buy-ins von mindestens 10.000 US-Dollar wurden vom 3. bis 15. Juni 2021 im PokerGO Studio im Aria Resort & Casino in Paradise am Las Vegas Strip ausgespielt.

## Struktur

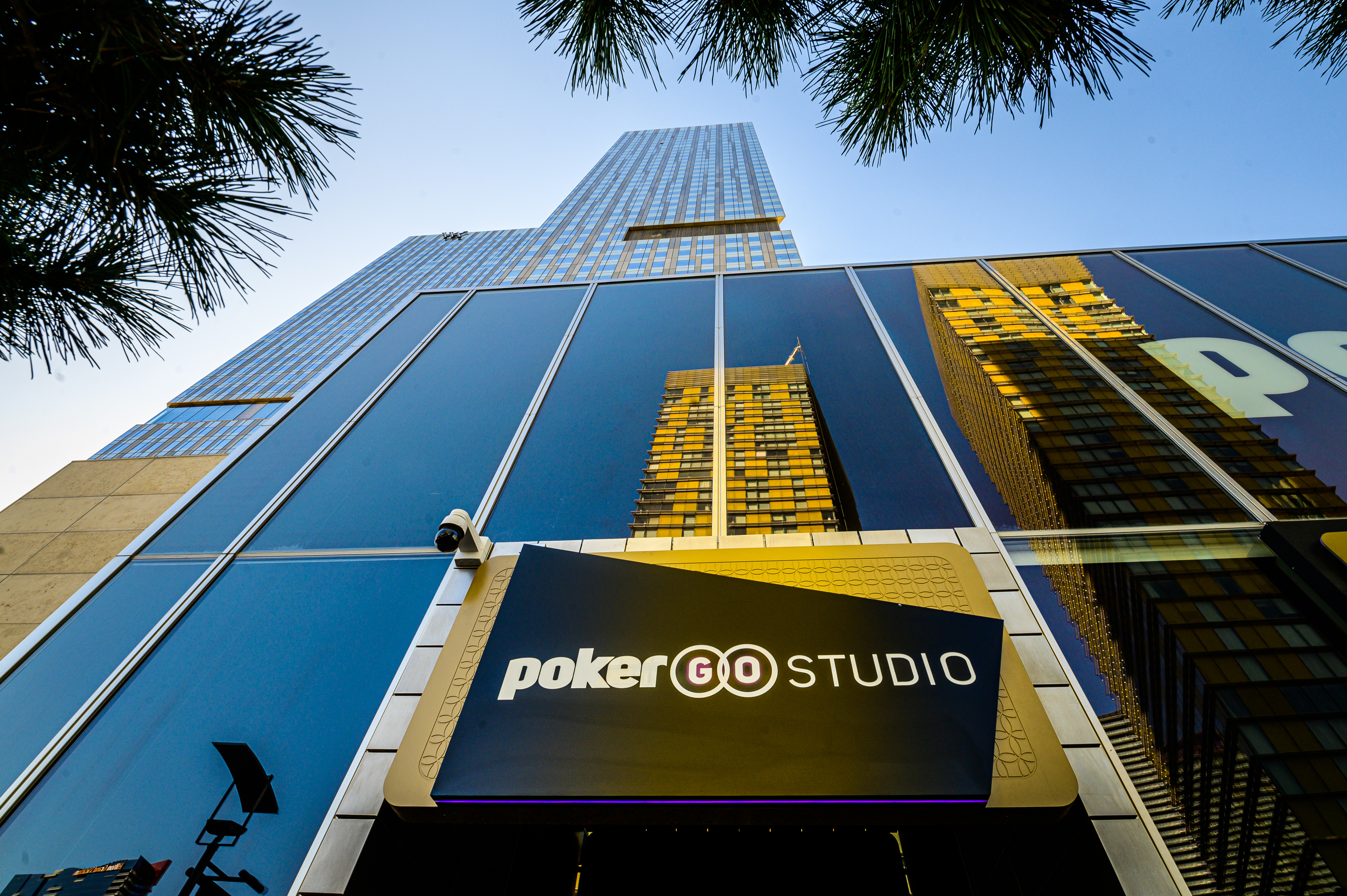
Das PokerGO Studio im Aria Resort & Casino (2019)

Acht der zwölf Turniere wurden in der Variante No Limit Hold’em ausgetragen, wobei eines mit Short Deck gespielt wurde. Zwei Events wurden in Pot Limit Omaha sowie je eine Event in 8-Game und Big Bet Mix gespielt. Die Turniere waren jeweils auf zwei Tage ausgelegt und wurden mit einer 30-sekündigen Shotclock gespielt. Den Spielern waren bei den ersten elf Turnieren zwei Re-Entries gestattet. Das zwölfte Turnier war das Main Event, bei dem ein Re-Entry zugelassen war. Aufgrund des hohen Buy-ins waren bei den Turnieren lediglich die weltbesten Pokerspieler sowie reiche Geschäftsmänner anzutreffen. David Peters wurde als erfolgreichste Spieler der US Poker Open mit der „Golden Eagle Trophy“ sowie einer Prämie von 50.000 US-Dollar ausgezeichnet und verteidigte damit seinen Titel. Die Turnierserie war Teil der PokerGO Tour, zu der auch weitere Turnierserien und eintägige High-Roller-Turniere im Aria Resort & Casino, Wynn Las Vegas, Venetian Resort Hotel, Rio All-Suite Hotel and Casino und Hotel Bellagio am Las Vegas Strip sowie in Los Angeles, Hollywood und im nordzyprischen Kyrenia sowie tschechischen Rozvadov zählten. Die meisten Finaltische dieser Tour, u. a. alle der US Poker Open, wurden auf der kostenpflichtigen Streaming-Plattform PokerGO gezeigt. Der erfolgreichste Spieler der Tour erhielt eine zusätzliche Prämie von 200.000 US-Dollar.

## Turniere

### Übersicht
| #  | Turnierbeginn | Buy-in (in $) | Variante                    | Teilnehmer | Sieger            | Herkunft                | Preisgeld (in $) |
| -- | ------------- | ------------- | --------------------------- | ---------- | ----------------- | ----------------------- | ---------------- |
| 1  | 3. Juni 2021  | 10.000        | No Limit Hold’em            | 95         | Jake Daniels      | Vereinigte Staaten      | 218.500          |
| 2  | 4. Juni 2021  | 10.000        | Pot Limit Omaha             | 65         | Sam Soverel       | Vereinigte Staaten      | 175.500          |
| 3  | 5. Juni 2021  | 10.000        | No Limit Hold’em            | 77         | Joe McKeehen      | Vereinigte Staaten      | 200.200          |
| 4  | 6. Juni 2021  | 10.000        | Big Bet Mix                 | 48         | John Riordan      | Vereinigte Staaten      | 163.200          |
| 5  | 7. Juni 2021  | 10.000        | No Limit Hold’em            | 85         | Joey Weissman     | Vereinigte Staaten      | 204.000          |
| 6  | 8. Juni 2021  | 10.000        | 8-Game                      | 68         | Eli Elezra        | Vereinigte Staaten      | 183.600          |
| 7  | 9. Juni 2021  | 10.000        | No Limit Hold’em            | 99         | David Peters      | Vereinigte Staaten      | 217.800          |
| 8  | 10. Juni 2021 | 10.000        | Pot Limit Omaha             | 63         | Jared Bleznick    | Vereinigte Staaten      | 189.000          |
| 9  | 11. Juni 2021 | 10.000        | No Limit Hold’em            | 99         | Almedin Imširović | Bosnien und Herzegowina | 217.800          |
| 10 | 12. Juni 2021 | 10.000        | No Limit Hold’em Short Deck | 27         | David Peters      | Vereinigte Staaten      | 124.200          |
| 11 | 13. Juni 2021 | 25.000        | No Limit Hold’em            | 69         | David Peters      | Vereinigte Staaten      | 465.750          |
| 12 | 14. Juni 2021 | 50.000        | No Limit Hold’em            | 42         | Sean Winter       | Vereinigte Staaten      | 756.000          |

### #1 – No Limit Hold’em
Das erste Event wurde am 3. und 4. Juni 2021 in No Limit Hold’em gespielt. 95 Teilnehmer zahlten den Buy-in von 10.000 US-Dollar.
| Platz | Herkunft               | Spieler              | Preisgeld (in $) | Punkte |
| ----- | ---------------------- | -------------------- | ---------------- | ------ |
| 1     | Vereinigte Staaten     | Jake Daniels         | 218.500          | 219    |
| 2     | Vereinigte Staaten     | Dan Shak             | 152.000          | 152    |
| 3     | Vereinigte Staaten     | Barry Hutter         | 114.000          | 114    |
| 4     | Vereinigtes Konigreich | Stephen Chidwick     | 095.000          | 095    |
| 5     | Vereinigte Staaten     | Steve Zolotow        | 076.000          | 076    |
| 6     | Spanien                | Sergi Reixach        | 057.000          | 057    |
| 7     | Vereinigte Staaten     | Tim McDermott        | 047.500          | 048    |
| 8     | Vereinigte Staaten     | Aram Zobian          | 038.000          | 038    |
| 9     | Vereinigte Staaten     | Shannon Shorr        | 038.000          | 038    |
| 10    | Frankreich             | Johan Guilbert       | 028.500          | 029    |
| 11    | China Volksrepublik    | Bin Duan             | 028.500          | 029    |
| 12    | Vereinigte Staaten     | Sam Soverel          | 019.000          | 019    |
| 13    | Vereinigte Staaten     | John Riordan         | 019.000          | 019    |
| 14    | Japan                  | Junichi Nakanowatari | 019.000          | 019    |

### #2 – Pot Limit Omaha

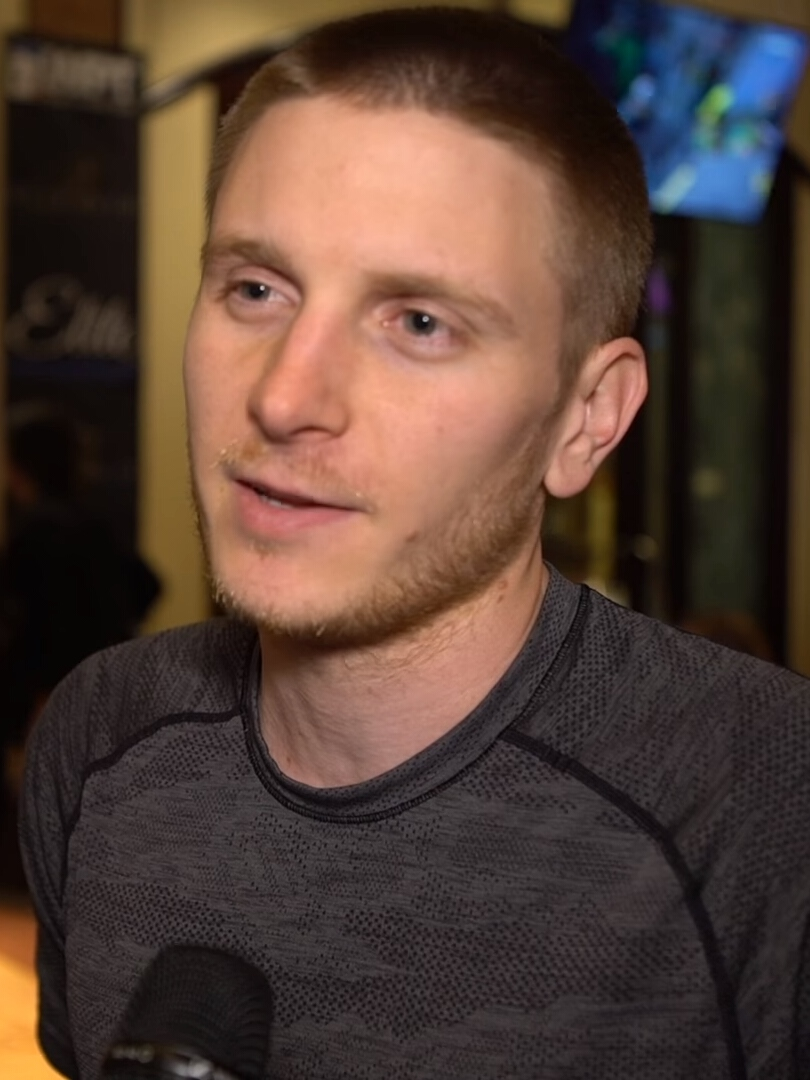
Sam Soverel (2018)

Das zweite Event wurde am 4. und 5. Juni 2021 in Pot Limit Omaha gespielt. 65 Teilnehmer zahlten den Buy-in von 10.000 US-Dollar.
| Platz | Herkunft           | Spieler        | Preisgeld (in $) | Punkte |
| ----- | ------------------ | -------------- | ---------------- | ------ |
| 1     | Vereinigte Staaten | Sam Soverel    | 175.500          | 176    |
| 2     | Vereinigte Staaten | Jordan Cristos | 130.000          | 130    |
| 3     | Vereinigte Staaten | Marc Brody     | 084.500          | 085    |
| 4     | Vereinigte Staaten | Dylan Weisman  | 065.000          | 065    |
| 5     | Vereinigte Staaten | Maxx Coleman   | 052.000          | 052    |
| 6     | Vereinigte Staaten | Matthew Ploof  | 039.000          | 039    |
| 7     | Vereinigte Staaten | Alex Foxen     | 032.500          | 033    |
| 8     | Vereinigte Staaten | Joseph Sanders | 026.000          | 026    |
| 9     | Vereinigte Staaten | Ben Yu         | 026.000          | 026    |
| 10    | Frankreich         | Johan Guilbert | 019.500          | 020    |

### #3 – No Limit Hold’em

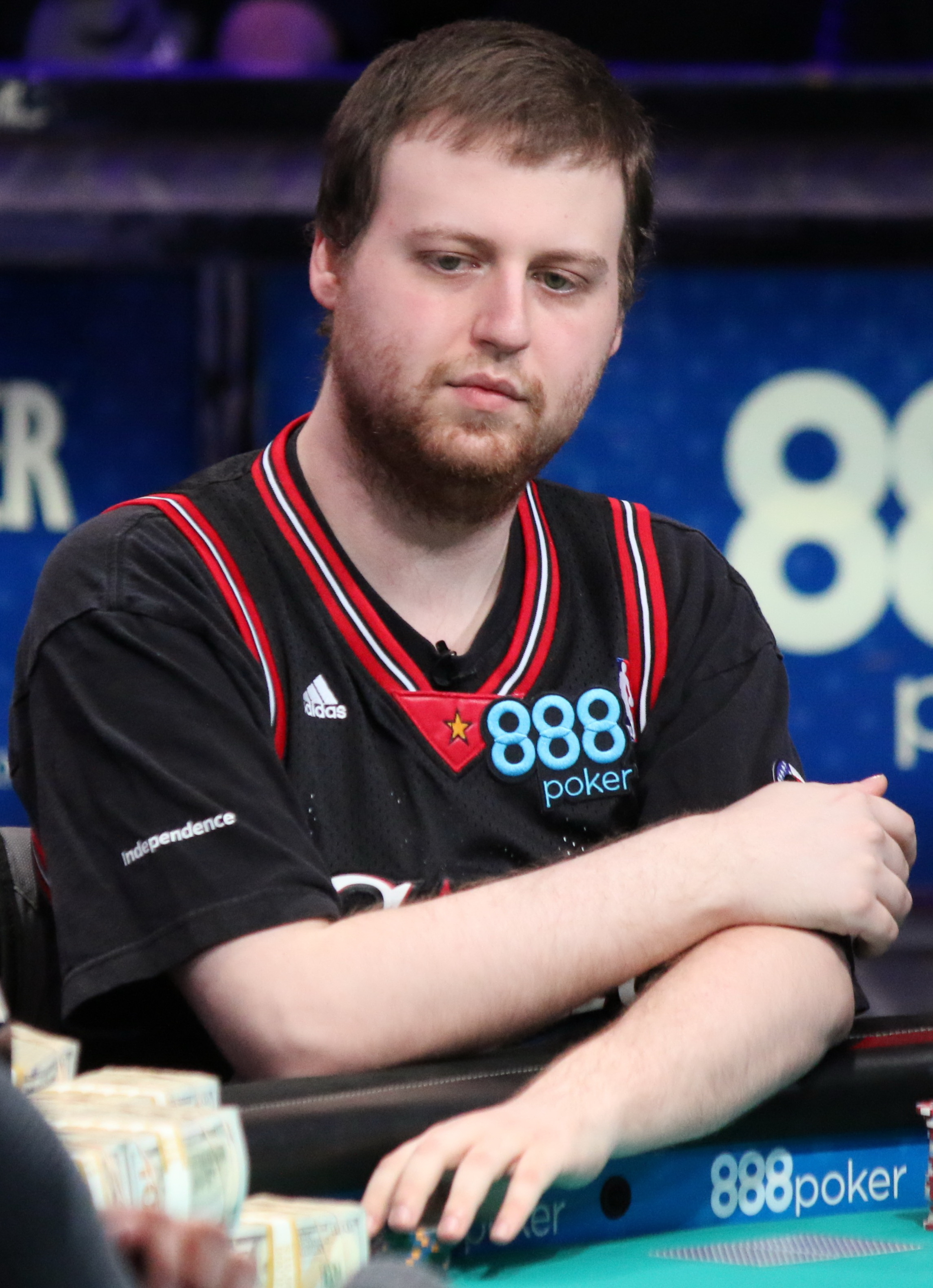
Joe McKeehen (2015)

Das dritte Event wurde am 5. und 6. Juni 2021 in No Limit Hold’em gespielt. 77 Teilnehmer zahlten den Buy-in von 10.000 US-Dollar.
| Platz | Herkunft                | Spieler              | Preisgeld (in $) | Punkte |
| ----- | ----------------------- | -------------------- | ---------------- | ------ |
| 1     | Vereinigte Staaten      | Joe McKeehen         | 200.200          | 200    |
| 2     | Vereinigte Staaten      | Ray Qartomy          | 146.300          | 146    |
| 3     | Bosnien und Herzegowina | Almedin Imširović    | 100.100          | 100    |
| 4     | Vereinigte Staaten      | Steve Zolotow        | 077.000          | 077    |
| 5     | Vereinigte Staaten      | Jake Schindler       | 061.600          | 062    |
| 6     | Vereinigte Staaten      | Justin Saliba        | 046.200          | 046    |
| 7     | Vereinigte Staaten      | Barry Hutter         | 038.500          | 039    |
| 8     | Vereinigte Staaten      | Andrew Lichtenberger | 030.800          | 031    |
| 9     | Spanien                 | Sergio Aido          | 023.100          | 023    |
| 10    | Vereinigte Staaten      | Cary Katz            | 023.100          | 023    |
| 11    | Deutschland             | Manig Löser          | 023.100          | 023    |

### #4 – Big Bet Mix
Das vierte Event wurde am 6. und 7. Juni 2021 in Big Bet Mix gespielt. 48 Teilnehmer zahlten den Buy-in von 10.000 US-Dollar.
| Platz | Herkunft           | Spieler       | Preisgeld (in $) | Punkte |
| ----- | ------------------ | ------------- | ---------------- | ------ |
| 1     | Vereinigte Staaten | John Riordan  | 163.200          | 163    |
| 2     | Vereinigte Staaten | Sean Perry    | 105.600          | 106    |
| 3     | Vereinigte Staaten | Alex Foxen    | 072.000          | 072    |
| 4     | Vereinigte Staaten | Maxx Coleman  | 052.800          | 053    |
| 5     | Vereinigte Staaten | Brian Okin    | 038.400          | 038    |
| 6     | Vereinigte Staaten | James Collopy | 028.800          | 029    |
| 7     | Vereinigte Staaten | Jeremy Ausmus | 019.200          | 019    |

### #5 – No Limit Hold’em
Das fünfte Event wurde am 7. und 8. Juni 2021 in No Limit Hold’em gespielt. 85 Teilnehmer zahlten den Buy-in von 10.000 US-Dollar.
| Platz | Herkunft                | Spieler           | Preisgeld (in $) | Punkte |
| ----- | ----------------------- | ----------------- | ---------------- | ------ |
| 1     | Vereinigte Staaten      | Joey Weissman     | 204.000          | 204    |
| 2     | Vereinigte Staaten      | Adam Hendrix      | 144.500          | 145    |
| 3     | Vereinigte Staaten      | Joe McKeehen      | 102.000          | 102    |
| 4     | Vereinigte Staaten      | Cary Katz         | 085.000          | 085    |
| 5     | Vereinigte Staaten      | Frank Funaro      | 068.000          | 068    |
| 6     | Vereinigte Staaten      | Brock Wilson      | 051.000          | 051    |
| 7     | Spanien                 | Vicent Bosca      | 042.500          | 043    |
| 8     | Vereinigte Staaten      | Nick Schulman     | 034.000          | 034    |
| 9     | Vereinigte Staaten      | Dan Shak          | 034.000          | 034    |
| 10    | Kanada                  | Daniel Negreanu   | 025.500          | 026    |
| 11    | Bosnien und Herzegowina | Almedin Imširović | 025.500          | 026    |
| 12    | Vereinigte Staaten      | Jordan Cristos    | 017.000          | 017    |
| 13    | Vereinigte Staaten      | Shannon Shorr     | 017.000          | 017    |

### #6 – 8-Game

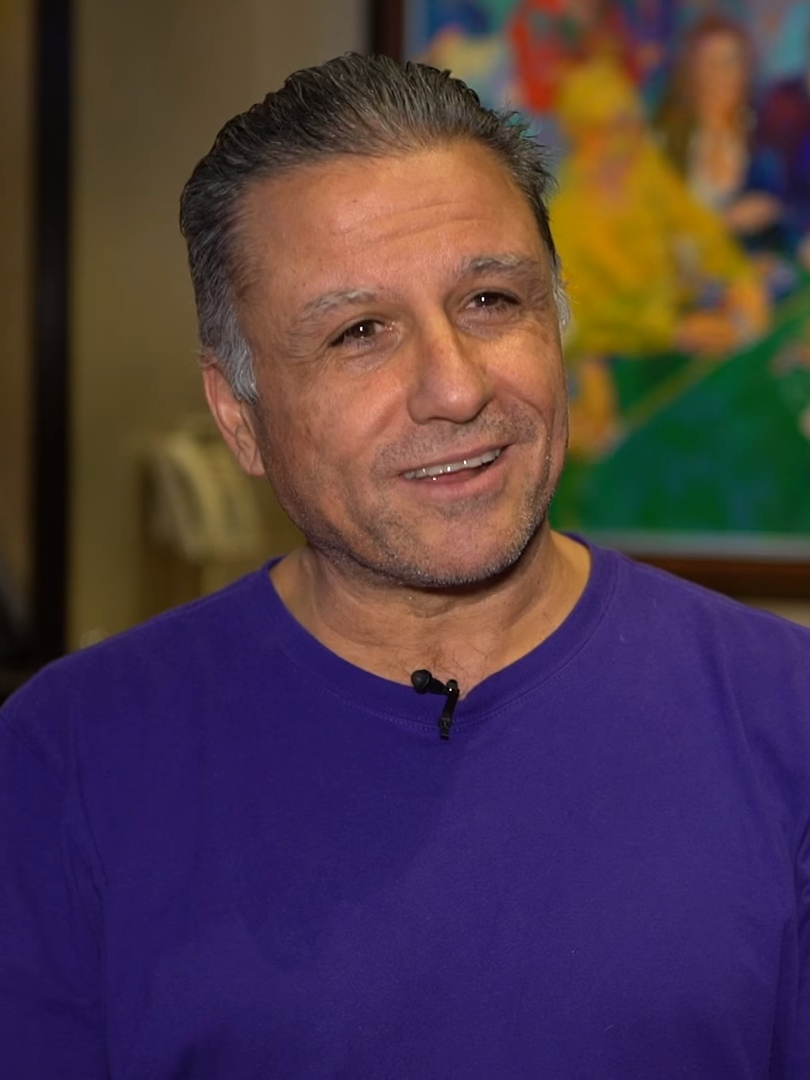
Eli Elezra (2018)

Das sechste Event wurde am 8. und 9. Juni 2021 in 8-Game gespielt. 68 Teilnehmer zahlten den Buy-in von 10.000 US-Dollar.
| Platz | Herkunft           | Spieler           | Preisgeld (in $) | Punkte |
| ----- | ------------------ | ----------------- | ---------------- | ------ |
| 1     | Vereinigte Staaten | Eli Elezra        | 183.600          | 184    |
| 2     | Vereinigte Staaten | Steve Zolotow     | 136.000          | 136    |
| 3     | Kanada             | Daniel Negreanu   | 088.400          | 088    |
| 4     | Vereinigte Staaten | Richard Sklar     | 068.000          | 068    |
| 5     | Schweden           | Erik Sagström     | 054.400          | 054    |
| 6     | Vereinigte Staaten | Nick Guagenti     | 040.800          | 041    |
| 7     | Vereinigte Staaten | David „ODB“ Baker | 034.000          | 034    |
| 8     | Vereinigte Staaten | Mike Gorodinsky   | 027.200          | 027    |
| 9     | Vereinigte Staaten | Mike Wattel       | 027.200          | 027    |
| 10    | Vereinigte Staaten | Alan Richardson   | 020.400          | 020    |

### #7 – No Limit Hold’em

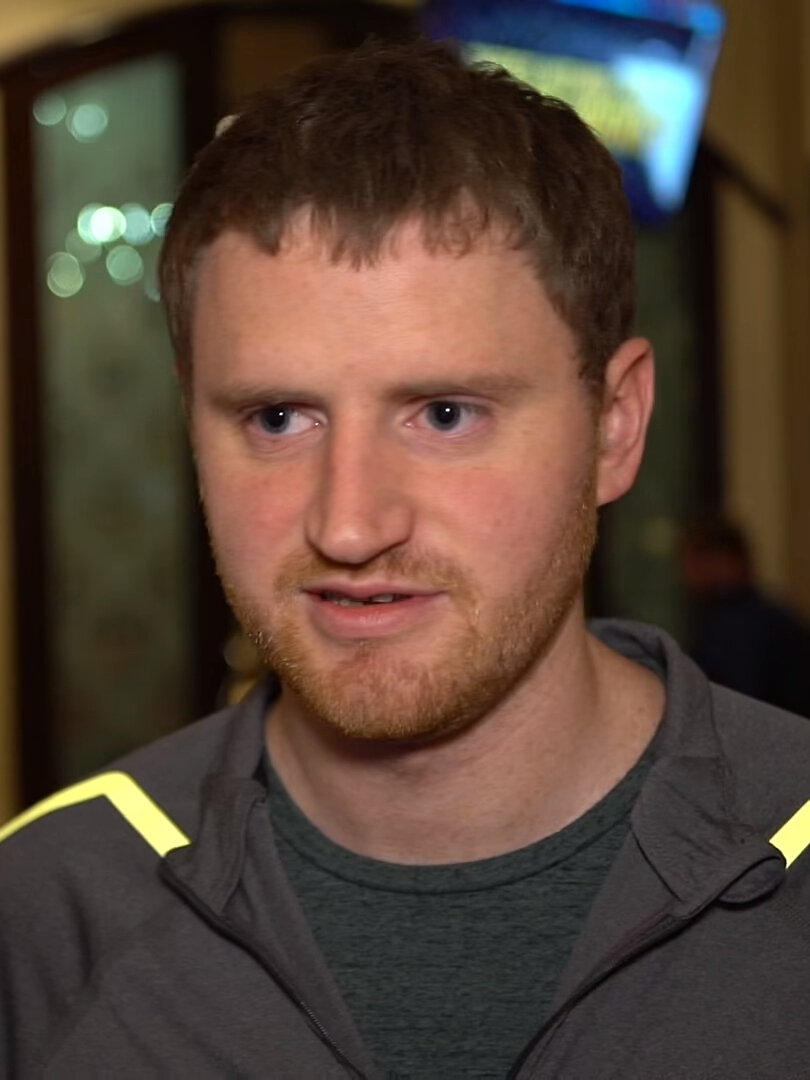
David Peters (2018)

Das siebte Event wurde am 9. und 10. Juni 2021 in No Limit Hold’em gespielt. 99 Teilnehmer zahlten den Buy-in von 10.000 US-Dollar.
| Platz | Herkunft           | Spieler              | Preisgeld (in $) | Punkte |
| ----- | ------------------ | -------------------- | ---------------- | ------ |
| 1     | Vereinigte Staaten | David Peters         | 217.800          | 218    |
| 2     | Vereinigte Staaten | Jared Jaffee         | 158.400          | 158    |
| 3     | Vereinigte Staaten | Andrew Lichtenberger | 118.800          | 119    |
| 4     | Vereinigte Staaten | Brock Wilson         | 089.100          | 089    |
| 5     | Vereinigte Staaten | Alex Foxen           | 079.200          | 079    |
| 6     | Kroatien           | Ivan Žufić           | 059.400          | 059    |
| 7     | Vereinigte Staaten | Dan Shak             | 049.500          | 050    |
| 8     | Vereinigte Staaten | Kristina Holst       | 039.600          | 040    |
| 9     | Vereinigte Staaten | John Riordan         | 039.600          | 040    |
| 10    | Vereinigte Staaten | Shawn Daniels        | 029.700          | 030    |
| 11    | Vereinigte Staaten | Sean Winter          | 029.700          | 030    |
| 12    | Vereinigte Staaten | Matthew Ploof        | 019.800          | 020    |
| 13    | Spanien            | Sergio Aido          | 019.800          | 020    |
| 14    | Vereinigte Staaten | Ben Yu               | 019.800          | 020    |
| 15    | Vereinigte Staaten | Sam Soverel          | 019.800          | 020    |

### #8 – Pot Limit Omaha
Das achte Event wurde am 10. und 11. Juni 2021 in Pot Limit Omaha gespielt. 63 Teilnehmer zahlten den Buy-in von 10.000 US-Dollar.
| Platz | Herkunft                | Spieler           | Preisgeld (in $) | Punkte |
| ----- | ----------------------- | ----------------- | ---------------- | ------ |
| 1     | Vereinigte Staaten      | Jared Bleznick    | 189.000          | 189    |
| 2     | Vereinigte Staaten      | Maxx Coleman      | 126.000          | 126    |
| 3     | Vereinigte Staaten      | Christopher Usude | 088.200          | 088    |
| 4     | Bosnien und Herzegowina | Almedin Imširović | 063.000          | 063    |
| 5     | Vereinigte Staaten      | Joseph Sanders    | 050.400          | 050    |
| 6     | Vereinigte Staaten      | Frank Crivello    | 037.800          | 038    |
| 7     | Vereinigte Staaten      | Dylan Weisman     | 031.500          | 032    |
| 8     | Vereinigte Staaten      | David Peters      | 025.200          | 025    |
| 9     | Vereinigte Staaten      | Adam Hendrix      | 018.900          | 019    |

### #9 – No Limit Hold’em

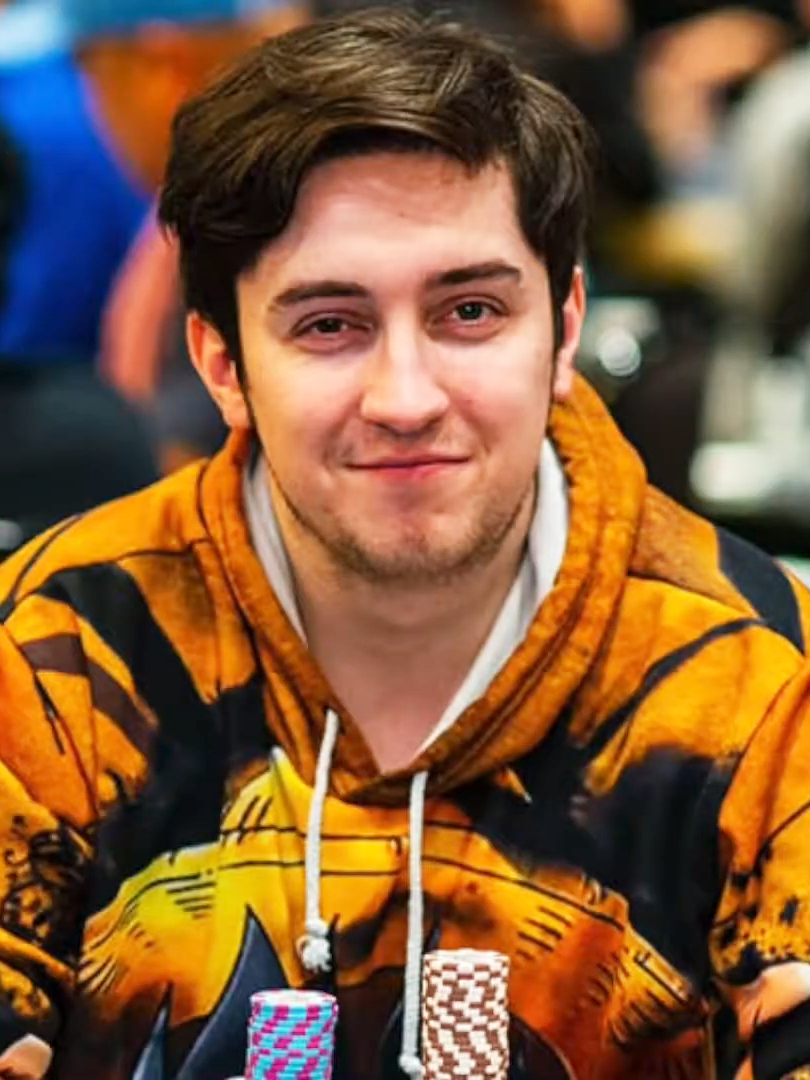
Almedin Imširović (2020)

Das neunte Event wurde am 11. und 12. Juni 2021 in No Limit Hold’em gespielt. 99 Teilnehmer zahlten den Buy-in von 10.000 US-Dollar.
| Platz | Herkunft                | Spieler              | Preisgeld (in $) | Punkte |
| ----- | ----------------------- | -------------------- | ---------------- | ------ |
| 1     | Bosnien und Herzegowina | Almedin Imširović    | 217.800          | 218    |
| 2     | Vereinigte Staaten      | Andrew Lichtenberger | 158.400          | 158    |
| 3     | Vereinigte Staaten      | Cary Katz            | 118.800          | 119    |
| 4     | Kanada                  | Vanessa Kade         | 094.050          | 094    |
| 5     | Vereinigte Staaten      | Erik Seidel          | 074.250          | 074    |
| 6     | Vereinigte Staaten      | Thomas Winters       | 059.400          | 059    |
| 7     | Vereinigte Staaten      | Jake Schindler       | 049.500          | 050    |
| 8     | Vereinigte Staaten      | Mazen Abdallah       | 039.600          | 040    |
| 9     | Vereinigte Staaten      | Alex Foxen           | 039.600          | 040    |
| 10    | Vereinigte Staaten      | Jesse Sylvia         | 029.700          | 030    |
| 11    | Vereinigtes Konigreich  | Stephen Chidwick     | 029.700          | 030    |
| 12    | Vereinigte Staaten      | Nick Petrangelo      | 019.800          | 020    |
| 13    | Vereinigte Staaten      | James Collopy        | 019.800          | 020    |
| 14    | Vereinigte Staaten      | Steven Veneziano     | 019.800          | 020    |
| 15    | Vereinigte Staaten      | Matthew Ploof        | 019.800          | 020    |

### #10 – No Limit Hold’em Short Deck

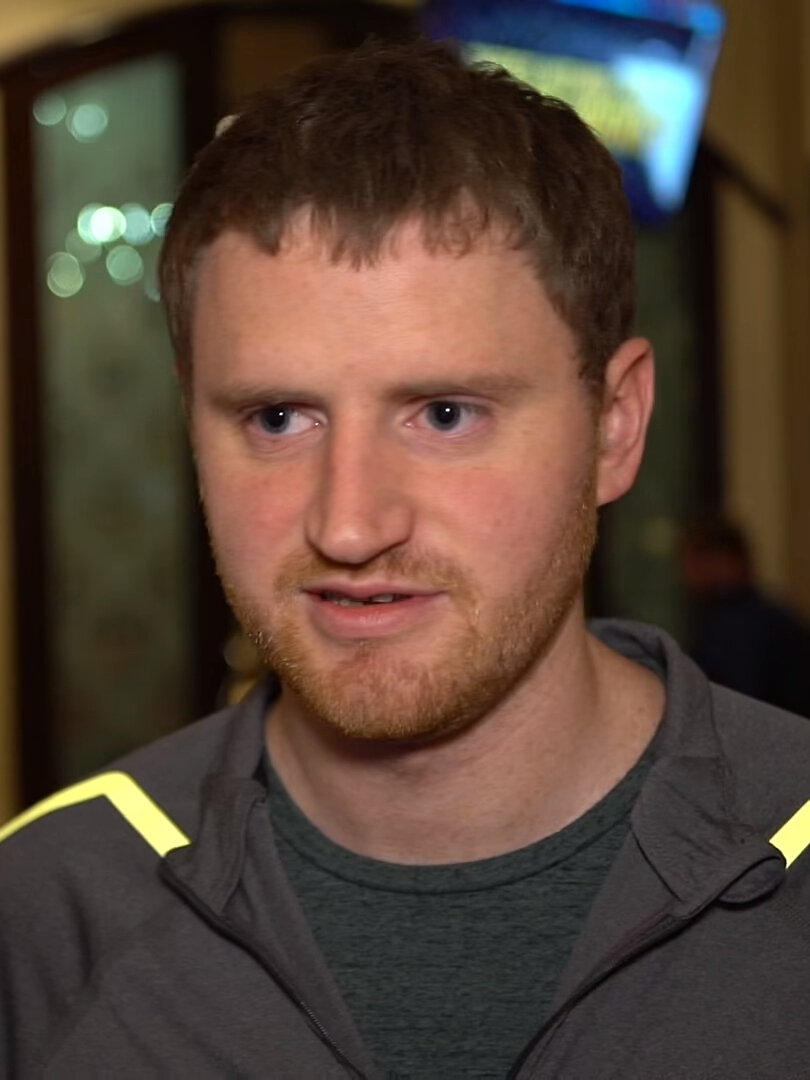
David Peters (2018)

Das zehnte Event wurde am 12. und 13. Juni 2021 in No Limit Hold’em Short Deck gespielt. 27 Teilnehmer zahlten den Buy-in von 10.000 US-Dollar.
| Platz | Herkunft                | Spieler           | Preisgeld (in $) | Punkte |
| ----- | ----------------------- | ----------------- | ---------------- | ------ |
| 1     | Vereinigte Staaten      | David Peters      | 124.200          | 124    |
| 2     | Bosnien und Herzegowina | Almedin Imširović | 075.600          | 076    |
| 3     | Vereinigte Staaten      | Cary Katz         | 043.200          | 043    |
| 4     | Vereinigte Staaten      | Thomas Kysar      | 027.000          | 027    |

### #11 – No Limit Hold’em

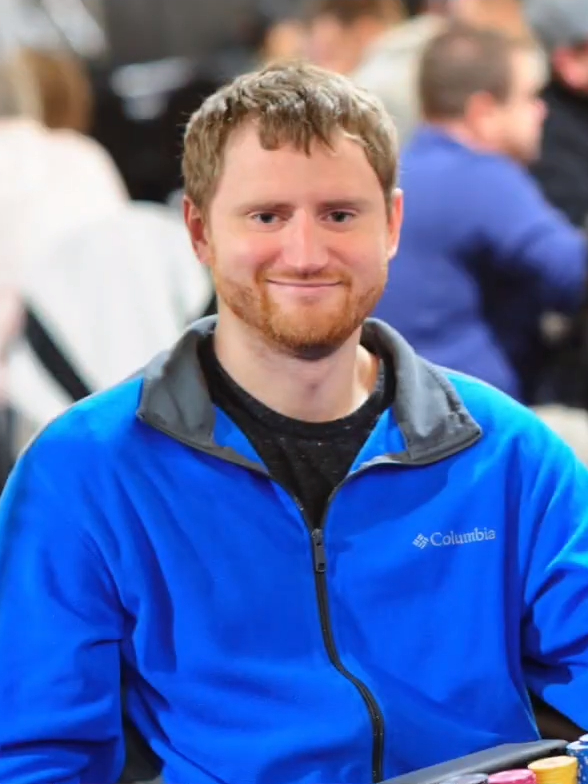
David Peters (2018)

Das elfte Event wurde am 13. und 14. Juni 2021 in No Limit Hold’em gespielt. 69 Teilnehmer zahlten den Buy-in von 25.000 US-Dollar.
| Platz | Herkunft           | Spieler       | Preisgeld (in $) | Punkte |
| ----- | ------------------ | ------------- | ---------------- | ------ |
| 1     | Vereinigte Staaten | David Peters  | 465.750          | 279    |
| 2     | Kroatien           | Ivan Žufić    | 345.000          | 207    |
| 3     | Vereinigte Staaten | Dan Shak      | 224.250          | 135    |
| 4     | Vereinigte Staaten | Jake Daniels  | 172.500          | 104    |
| 5     | Kanada             | Vanessa Kade  | 138.000          | 083    |
| 6     | Vereinigte Staaten | Frank Funaro  | 103.500          | 062    |
| 7     | Vereinigte Staaten | Chris Brewer  | 086.250          | 052    |
| 8     | Vereinigte Staaten | Randy Kaas    | 069.000          | 041    |
| 9     | Spanien            | Sergi Reixach | 069.000          | 041    |
| 10    | Vereinigte Staaten | John Riordan  | 051.750          | 031    |

### #12 – No Limit Hold’em

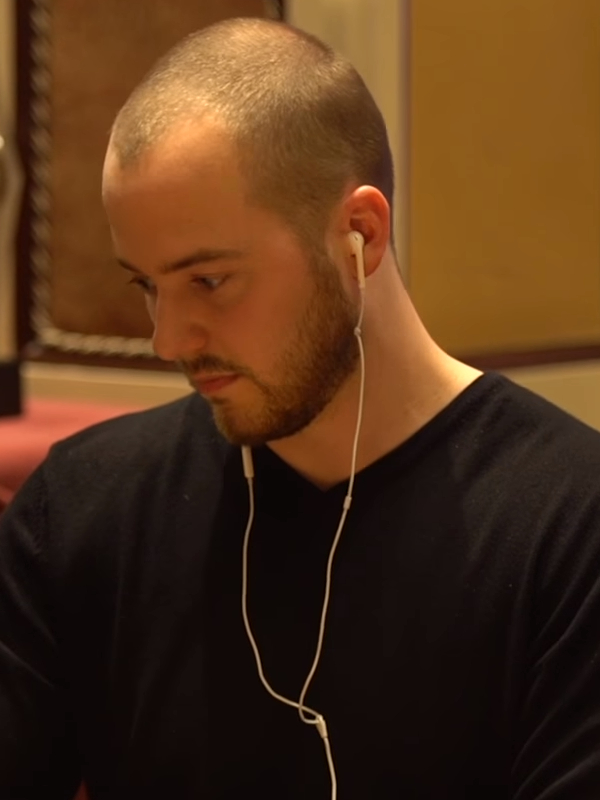
Sean Winter (2018)

Das Main Event wurde am 14. und 15. Juni 2021 in No Limit Hold’em gespielt. 42 Teilnehmer zahlten den Buy-in von 50.000 US-Dollar.
| Platz | Herkunft               | Spieler          | Preisgeld (in $) | Punkte |
| ----- | ---------------------- | ---------------- | ---------------- | ------ |
| 1     | Vereinigte Staaten     | Sean Winter      | 756.000          | 454    |
| 2     | Vereinigtes Konigreich | Stephen Chidwick | 504.000          | 302    |
| 3     | Vereinigte Staaten     | Jason Koon       | 336.000          | 202    |
| 4     | Vereinigte Staaten     | Jonathan Little  | 231.000          | 139    |
| 5     | Vereinigte Staaten     | Sam Soverel      | 168.000          | 101    |
| 6     | Vereinigte Staaten     | Bill Klein       | 105.000          | 063    |

## Trophäe

### Punktesystem
Jeder Spieler, der bei einem der zwölf Turniere in den Preisrängen landete, sammelte zusätzlich zum Preisgeld Punkte. Das Punktesystem orientierte sich während der gesamten PokerGO Tour am Buy-in und dem gewonnenen Preisgeld. Es wurde zu ganzen Punkten gerundet.

### Endstand

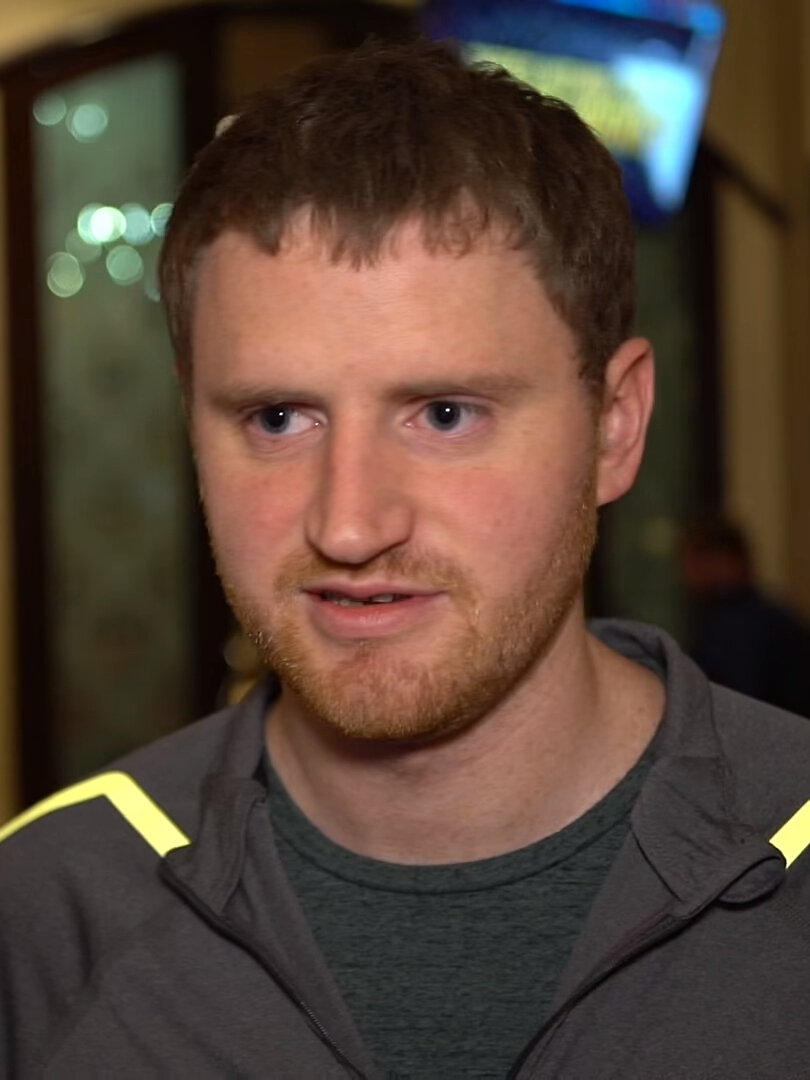
David Peters (2018)

David Peters verteidigte seinen Titel der US Poker Open 2019. Er erzielte vier Geldplatzierungen und gewann drei Turniere, was ihm Preisgelder von mehr als 830.000 US-Dollar einbrachte, das meiste aller Spieler.
| Platz | Herkunft                | Spieler              | Punkte | Preisgeld (in $) | Cashes | Siege |
| ----- | ----------------------- | -------------------- | ------ | ---------------- | ------ | ----- |
| 1     | Vereinigte Staaten      | David Peters         | 646    | 832.950          | 4      | 3     |
| 2     | Vereinigte Staaten      | Sean Winter          | 484    | 785.700          | 2      | 1     |
| 3     | Bosnien und Herzegowina | Almedin Imširović    | 483    | 482.000          | 5      | 1     |
| 4     | Vereinigtes Konigreich  | Stephen Chidwick     | 427    | 628.700          | 3      | 0     |
| 5     | Vereinigte Staaten      | Dan Shak             | 371    | 459.750          | 4      | 0     |
| 6     | Vereinigte Staaten      | Jake Daniels         | 323    | 391.000          | 2      | 1     |
| 7     | Vereinigte Staaten      | Sam Soverel          | 316    | 382.300          | 4      | 1     |
| 8     | Vereinigte Staaten      | Andrew Lichtenberger | 308    | 308.000          | 3      | 0     |
| 9     | Vereinigte Staaten      | Joe McKeehen         | 302    | 302.200          | 2      | 1     |
| 10    | Vereinigte Staaten      | Steve Zolotow        | 289    | 289.000          | 3      | 0     |